# Orde Civil de la Beneficència

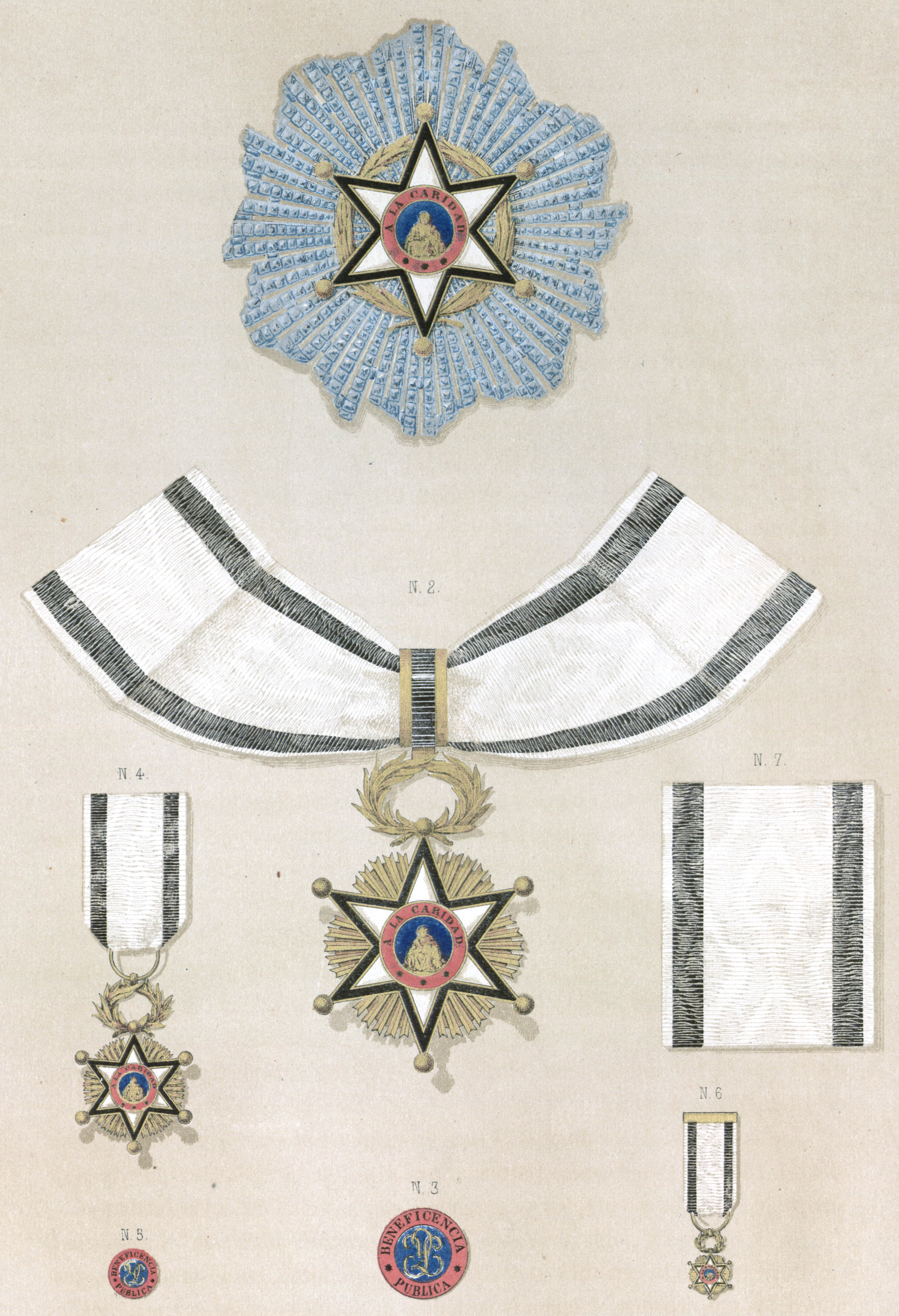
Orde de la Beneficència

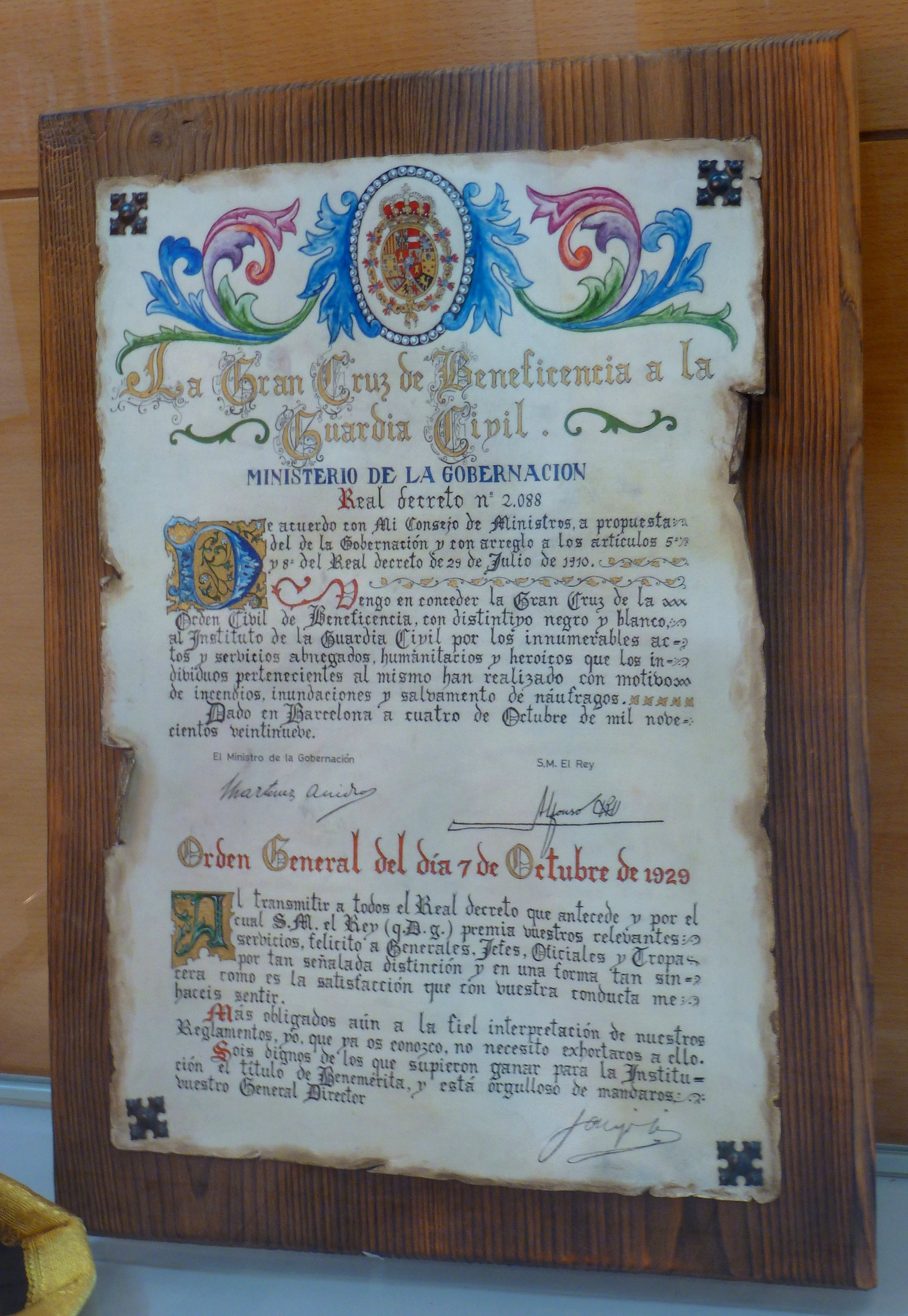
Diploma de la concessió de la Gran Creu de Beneficència a la Guàrdia Civil el 4 d'octubre de 1929.

Escut de la Ciutat de Santa Cruz de Tenerife amb la creu de 1a. classe de l'Ordre de la Beneficència, concedida en 1893.

L'Orde Civil de la Beneficència va ser una distinció civil espanyola que tenia per objecte recompensar actuacions o serveis considerats extraordinaris realitzats en el transcurs de calamitats públiques, va ser creada el 17 de maig de 1856, regnant Isabel II. En una primera etapa, l'Orde de la Beneficència va tenir tres classes o categories. La primera d'elles va tenir una placa com a insígnia, la corresponent a la segona es portava en el coll subjecta amb una cinta a manera de corbata i la de la tercera sobre el pit, també amb cinta, a manera de medalla. L'any 1910 aquesta ordre va ser objecte d'una reforma, es va crear la categoria de la "Gran Creu" amb placa com a insígnia, es va modificar el disseny de les diferents insígnies i es va introduir diferents distintius en totes les classes:
- Distintiu Morat i Blanc: Recompensa actes o serveis vinculats amb la salut pública.
- Distintiu Negre i Blanc: Reconeix actuacions que impliquen risc personal.
- Distintiu Blanc: Premien serveis considerats extraordinaris.[2]

L'Orde Civil de la Beneficència va ser abolida en 1931 i restaurada el 1940 durant el franquisme. Va desaparèixer definitivament el 17 d'abril de 1989, i fou substituïda per la recentment creada Orde Civil de la Solidaritat Social.
En l'escut usat per la ciutat de Santa Cruz de Tenerife figura la Creu de Primera Classe de l'ordre de la Beneficència que li va ser concedida a la població de Santa Cruz de Tenerife en 1893 per la Reina Regent Maria Cristina d'Àustria pel seu comportament durant una epidèmia de còlera.
En virtut del Reial decret número 2088 de 4 d'octubre de 1929, es va concedir la gran creu amb distintiu negre i blanc de l'Ordre de la Beneficència als cossos de la Guàrdia Civil i dels Carabiners per la seva labor en auxili de les víctimes d'incendis, inundacions i naufragis. Aquest fet explica la utilització de l'adjectiu benemèrita com a àlies per referir-se a aquest cos de seguretat.